# مدرسة تحضير البعثات
مدرسة تحضير البعثات، تعتبر من أولى المدارس التي أُنشئت أثر تطور الحركة العلمية في المملكة العربية السعودية.

## بدايات الابتعاث
عندما أُنشئت مديرية المعارف السعودية أرادت أن ينتشر التعليم، لشدة حاجة البلاد إلى المتعلمين في مختلف فروع العلوم والفنون لذلك أرسلت في سنة 1346هـ أول بعثة إلى مصر مكونة من 14 طالباً معظمهم في سنٍ مبكرة، وتوالت بعد ذلك البعثات وكان معظمها يتجه اتجاهاً دينياً؛ فيلتحق افرادها إما بجامعة الأزهر أو بدار العلوم.

## تأسيس المدرسة
بعد مضي عشر سنوات من نجاح التعليم الثانوي بالمملكة في قيام التعليم العلمي السعودي بمكة المكرمة والخطوات التنفيذية لتأسيس هذه المدرسة بدأت في عام 1355هـ ولكن الدراسات المقدمة لمديرية المعارف آنذاك لم تكن مكتملة من حيث المنهج ولا من حيث سنوات الدراسة وغير ذلك من المتطلبات الواجب توفرها عند الالتحاق وبعد التخرج، وبعد إعادة الدراسة للموضوع بواسطة لجنة من المختصين وبعد الانتهاء من الدراسة عُرضت على الملك عبدالعزيز آل سعود فأصدر قراراً في 12 رجب عام 1355هـ بتأسيس هذه المدرسة التي أُطلق عليها اسم مدرسة تحضير البعثات للدلالة على الغرض الذي أُنشئت من أجله، وأعدت مديرية المعارف العدة لفتح هذه المدرسة، وفي اليوم السابع من شهر محرم عام 1356هـ الموافق 19 مارس 1937م فتحت المدرسة أبوابها لأستقبال الطلبة.

## شروط الالتحاق بالمدرسة
بعد أن توافد إليها الطلاب من مدارس مكة وجدة، وجعلت الدراسة فيها لمدة ثلاث سنوات واشترط للالتحاق بهذه المدرسة الشروط الآتية:
- أن يكون حاصلاً على شهادة المعهد العلمي السعودي
- أن يكون سعودي الجنسية
- أن يتعهد بالخضوع لنظام الابتعاث باعتبار أن المدرسة مدرسة ثانوية
- يجب على الراغبين في الالتحاق بالدراسة من غير الحاصلين على شهادة المعهد العلمي السعودي أن يكونوا قد أكملوا مرحلتي الابتدائي والمتوسط
- أن ينجح في المقابلة الشخصية

ولقد استمر العمل في هذا النظام حتى شهر شعبان 1358هـ/الموافق أكتوبر 1939م حيث بدى في تطبيق نظام السنوات الخمس على أن تكون السنة الأولى إعدادية يتاح للطالب في هذه المرحلة دراسة فروع العلم المتعددة كالرياضيات والكيمياء والفيزياء والأحياء؛ فإذا نجح الطالب في اجتياز نهاية العام سُمح له بمواصلة دراسته العلمية أو تحويله إلى نوع آخر يوافق ميوله، ومه نهاية عام 1359هـ تم تعديل النظام والمنهج الدراسي في هذه المدرسة بشكل يتسم بالدقة ؛ فجعلت السنوات الأربع دراسة علمية تعتمد على إعطاء الطالب ثقافة مشتركة تشمل الواناً شتى من أمور الثقافة العامة والتخصصية والعلوم الدينية واللغة العربية وآدابها والمواد الاجتماعية المتمثلة في التاريخ والجغرافيا وعلم النفس والاجتماع واللغة الانجليزية والأحياء والفيزياء والكيمياء والرياضيات؛ فإذا أتم الطالب دراسة مناهج وخطط السنوات الأربع والمشتركة كان لزاماً عليه أن ينجح في امتحان عام يطلق عليه اسم الثقافة العامة، وأما في السنة الخامسة والأخيرة في المرحلة الدراسية فقد قُسمت إلى نوعين من التخصص
- الأول: تخصص العلوم
- الثاني: تخصص الأدب

فإذا أكمل الطالب الدراسة في هذه المدرسة مُنح الشهادة التوجيهية حيث يمكنه التوجه إلى التخصص الذي اختاره لنفسه سواء في العلوم أو الآداب بما يتمشى مع ميوله، وفي نهاية العام الدراسي 1360هـ تخرجت الدفعة الأولى من القسم العلمي وتبعتها دفعات كثيرة.

## دفعات المدرسة
في عام 1362هـ تخرجت أول دفعة من القسم الأدبي، ومن الذين تخرجوا من مدرسة تحضير البعثات على سبيل المثال لا الحصر كل من الاساتذة أحمد جمجوم ود. حسن نصيف وأحمد شطا ود. عبد اللطيف جمجوم ود. حامد هرساني وعبد الله الدباغ والشيخ حمد الجاسر.
وما أن حلت سنة 1356هـ حتى أُدخلت بعض التعديلات على نظام الدراسة بهذه المدرسة فأصبحت مدة الدراسة بها ست سنوات بدلاً من خمس سنوات، وقسمت الدراسة إلى مرحلتين:
- مرحلة الكفاءة وتشمل السنوات الثلاث الأولى
- مرحلة الثانوية وتشمل السنوات الأخيرة وجعل التخصص بعد السنة الأولى من المرحلة الثانوية لمدة عاميين دراسيين بدلاً من عام واحد واستمرت الدراسة في اداء رسالتها ويعتبر محمد طاهر الدباغ هو أول من انشأ فرقة الكشافة من طلاب مدرسة تحضير البعثات حيث قاموا برحلة كشفية من مكة إلى [[جدة]، وكانوا يتلقون دراسات عملية ونظرية ويقومون بخدمة الحجاج.[4]

## انظر ايضاً
- مدرسة الفلاح
- مدرسة الفتاة الأهلية
- مدرسة الأمراء
- قائمة المدارس في السعودية

## وصلات خارجية
- الخطوات الأولى لابتعاث السعوديين .. مدرسة في حي المسفلة.
- باحثون: تحضير البعثات تجاوزت المناطقية وأسهمت في النهضة المعرفية.
- مكة والتعليم النظام.